# Indrit Prodani
Indrit Prodani (ur. 20 maja 1998 w Laçu) – albański piłkarz występujący na pozycji lewego obrońcy w klubie Dinamo Tirana.

## Kariera juniorska
Trenował w klubach: KF Adriatiku Mamurrasi (2012–2013), AF Brians (2013–2016), KF Laçi (2016) i Partizani Tirana (2016–2017).

## Kariera seniorska

### KF Laçi (2017–2018)
31 sierpnia 2017 powrócił do klubu, w którym grał jako junior rok wcześniej - KF Laçi. Debiut w tym klubie zaliczył 29 listopada w wygranym 1:3 meczu Pucharu Albanii z Lushnją, grając całe spotkanie. W Kategorii Superiore pierwszy raz wystąpił 13 maja 2018 w meczu z tym samym przeciwnikiem (zwycięstwo 3:1). Na boisko wszedł w 58. minucie. Łącznie zagrał w 4 meczach (2 ligowe).

### Chorwacja (2018–2020)
31 sierpnia 2018 trafił do Hrvatski Dragovoljac. Nie wystąpił w żadnym meczu, raz siedział na ławce.
22 lutego 2019 został zawodnikiem NK Zagreb.

### KS Kastrioti (2020–2022)
21 stycznia 2020 wrócił do ojczyzny, konkretnie do KS Kastrioti. Zadebiutował 12 lutego w przegranym 4:0 meczu pucharu przeciwko KF Tirana. Pierwszego gola zdobył 28 czerwca w zremisowanym 2:2 meczu przeciwko Erzeni Shijak. Łącznie rozegrał 61 meczów (54 ligowe), strzelił 3 gole i raz asystował.

### Dinamo Tirana (od 2022)
31 stycznia 2022 przeszedł do Dinama Tirana.

## Statystyki

### Klubowe
Stan na 3 lutego 2022
| Sezon   | Klub                 | Kraj      | Rozgrywki           | Mecze | Gole |
| ------- | -------------------- | --------- | ------------------- | ----- | ---- |
| 2017/18 | KF Laçi              | Albania   | Kategoria Superiore | 2     | 0    |
| 2018/19 | Hrvatski Dragovoljac | Chorwacja | Druga HNL           | 0     | 0    |
| 2019/20 | KS Kastrioti         | Albania   | Kategoria e Parë    | 7     | 1    |
| 2020/21 | KS Kastrioti         | Albania   | Kategoria Superiore | 30    | 2    |
| 2021/22 | KS Kastrioti         | Albania   | Kategoria Superiore | 17    | 0    |